# آلان بيتر كايتانو
آلان بيتر كايتانو (بالإنجليزية: Alan Peter Cayetano)‏ (و. 1970 – م) هو سياسي من الفلبين .